# Varjúdombi meleghozók
A Varjúdombi meleghozók magyar televíziós papírkivágásos animációs sorozat, amelyet a Pannónia Filmstúdió készített 1988-ban. A sorozat eredetileg a Varjúdombi mesék folytatása.

## Alkotók
- Rendezte: Foky Ottó
- Írta: Tarbay Ede
- Dramaturg: Szentistványi Rita
- Zenéjét szerezte: Sebő Ferenc
- Operatőr: Haeseler Ernő
- Hangrendező: Mohácsi Emil
- Hangasszisztens: Zsebényi Béla
- Vágó: Hap Magda
- Vágóasszisztens: Völler Ágnes
- Tervező grafikus: Heinzelmann Emma
- Kivitelező grafikusok: Kovács Árpád, Kováts Tamás
- Animátor: Zoltán Annamária
- Animátor-rendező: Doboki László
- Fővilágosító: Kazi Antal, Mazács Miklós
- Munkatársak: Benyovszky Ágnes, Gelléri István, Krakovszky Mária, Nagy Orsolya, Sánta Béla, Szabó László
- Színes technika: Bederna András
- Felvételvezető: Érchegyi Andrea
- Gyártásvezető: Magyar Gergely Levente
- Produkciós vezető: Sárosi István

Készítette a Magyar Televízió megbízásából a Pannónia Filmstúdió

## Szereplők
- mesélő – Fónay Márta
- Sluga Márton – Sztankay István
- Sluga János – Székhelyi József
- Sluga Pál – Paudits Béla
- barna kaméleonlány – Detre Annamária
- vörös kaméleonlány – Jani Ildikó
- szőke kaméleonlány – Borbás Gabi
- sárkány – Képessy József
- nyúlapó – Suka Sándor
- tündér – Tolnay Klári
- kalóz – Gruber Hugó
- varázsló – Kézdy György
- Rőt Márton, a molnár – Dengyel Iván
- Rőt asszony, a molnárné – Pécsi Ildikó
- kovácsmester – Szirtes Ádám

## Epizódok
| #   | Cím                            | Premier             |
| --- | ------------------------------ | ------------------- |
| 1.  | Vacogtató szilveszter          | 1989. május 21.     |
| 2.  | Tavaszi költözködés            | 1989. május 28.     |
| 3.  | Változó felhőzet               | 1989. június 4.     |
| 4.  | Nyári vándorlás                | 1989. június 11.    |
| 5.  | A vendégszerető magányos kalóz | 1989. június 18.    |
| 6.  | Utolsó menedék                 | 1989. június 25.    |
| 7.  | Tavaszi napsütés               | 1989. július 2.     |
| 8.  | Kicsik és nagyok               | 1989. július 9.     |
| 9.  | Különféle menedékek            | 1989. július 16.    |
| 10. | Újra együtt                    | 1989. július 23.    |
| 11. | Esőlesők                       | 1989. július 30.    |
| 12. | Az ellopott varázsernyő        | 1989. augusztus 6.  |
| 13. | Egy hazugság következményei    | 1989. augusztus 13. |